# وکسفورد (پنسیلوانیا)
وکسفورد (به انگلیسی: Wexford) یک منطقهٔ مسکونی در ایالات متحده آمریکا است که در شهرستان الگینی، پنسیلوانیا واقع شده‌است. وکسفورد ۳۷۳٫۹۹ متر بالاتر از سطح دریا واقع شده‌است.